# Disueri
Il Disueri è un fiume della Sicilia.

## Percorso
Nasce dei pressi del comune di Piazza Armerina e all'altezza di 150 metri sul livello del mare il suo sbarramento dà vita al lago Disueri, da cui esce con il nome di fiume Gela.
Il suo corso è di circa 27 km, tra i comuni di Piazza Armerina e Gela.
Non riceve nessun affluente.